# 藤沢村 (埼玉県大里郡)
藤沢村（ふじさわむら）は埼玉県の北西部、大里郡に属していた村。当初は榛沢郡所属であった。

## 地理
- 河川：上唐沢川、下唐沢川

## 歴史
- 1889年（明治22年）4月1日 町村制施行により、人見村、上野台村、折ノ口村、柏合村、大谷村、境村、樫合村が合併し榛沢郡藤沢村が成立する。
- 1896年（明治29年）4月1日 榛沢郡が大里郡、幡羅郡、男衾郡と統合し大里郡となる。
- 1937年（昭和37年）1月18日 - 熊谷陸軍飛行学校の学生が操縦する飛行機が上野台地に墜落。住宅1軒を巻き込み、乗員2人、住民2人が重傷[1]。
- 1955年（昭和30年）1月1日 深谷町、明戸村、幡羅村、大寄村と合併し深谷市（初代）を新設する。
- 2006年（平成18年）1月1日 深谷市が岡部町、川本町、花園町と合併し深谷市（2代目）を新設する。